# Droga wojewódzka 353
Die Droga wojewódzka 353 (DW 353) ist eine 12 Kilometer lange Droga wojewódzka (Woiwodschaftsstraße) in der polnischen Woiwodschaft Niederschlesien, die die Droga krajowa 94 in Strzelno mit der Droga wojewódzka 351 in Pieńsk verbindet. Die Strecke liegt im Powiat Zgorzelecki.

## Streckenverlauf
Woiwodschaft Niederschlesien, Powiat Zgorzelecki
-  Pieńsk (Penzig) (DW 351)
- Dłużyna Dolna (Nieder Langenau)
- Dłużyna Górna (Ober Langenau)
-  Strzelno (DK 94)